# (36891) 2000 SJ168
2000 SJ168 (asteroide 36891) é um asteroide da cintura principal. Possui uma excentricidade de 0.13688060 e uma inclinação de 10.57680º.
Este asteroide foi descoberto no dia 23 de setembro de 2000 por LINEAR em Socorro.